# Gustave Sandré
Gustave Sandré, né le 17 mars 1843 à Paris et mort le 26 février 1916 à Vertou (Loire-Inférieure), est un compositeur français.

## Biographie
Les études et le début de carrière de Gustave Sandré, sur lesquels on a très peu de renseignements, se déroulent à Paris. Il étudie le piano et compose plusieurs pièces pour son instrument, ainsi que des sonates et autres morceaux de musique de chambre. Le 20 septembre 1878, son quatuor avec piano opus 15 est donné au palais du Trocadéro dans le cadre de l'Exposition universelle. C'est en 1886 que Sandré commence une carrière académique de professeur de composition musicale et d'harmonie, d'abord au Conservatoire de Nancy. Nommé en 1884, Édouard Brunel, premier directeur de ce nouvel établissement, doit démissionner pour raison de santé ; Gustave Sandré lui succède, mais ne reste que deux saisons, car renvoyé pour incompatibilité d'humeur en 1888, et remplacé par Théodore Gluck, lui-même suivi par Guy Ropartz. Au cours de ce bref mandat, Sandré a pour élève le jeune Florent Schmitt, originaire de Blâmont. Plus tard, il enseignera aussi l'harmonie et le contrepoint en cours particuliers à Walther Straram.
Après Nancy, Sandré est nommé professeur d'harmonie au Conservatoire royal de Bruxelles, poste où il ne reste là-aussi que quelques années. C'est pendant cette période qu'il traduit les ouvrages théoriques de Johann Christian Lobe (en) et Ernst Friedrich Richter, qui sont diffusés par la succursale bruxelloise de Breitkopf & Härtel et utilisés au conservatoire. Il continue à composer diverses pièces éditées chez Costallat, Leduc, Hamelle et Schott ; son dernier opus est publié en 1908.

## Œuvre
En dehors de ses activités de compositeur et de professeur d'harmonie, Gustave Sandré a réalisé de nombreuses transcriptions et des traductions d'ouvrages de musique allemands.

### Compositions
Sandré a écrit principalement de la musique de chambre, des mélodies et des pièces pour piano seul, en tout 92 œuvres avec numéro d'opus.
Les 100 Pièces pour harmonium ou orgue opus 73 de 1905, collection de pièces pour les offices et de préludes et antiennes, constituent son œuvre éditée la plus vaste, comparable en termes de volume et d'exécution à L'Organiste de César Franck de 1889-1890.
De nombreuses pièces, plus légères et toujours faciles, sont publiées sans numéro d'opus, par exemple dans l'Album enfantin, supplément musical de Noël 1896-1897 de L'Illustration. La miniature Petits bateaux sur l'eau fait toujours partie du répertoire des jeunes pianistes du XXIe siècle, comme l'attestent plusieurs vidéos sur YouTube.

### Transcriptions
L'activité de Gustave Sandré comme transcripteur semble au moins aussi importante que celle de compositeur. Il s'agit de transcriptions pour deux pianos, piano à quatre mains, voix et piano, chœur avec accompagnement instrumental, pièces pour divers instruments avec accompagnement de piano, trio ou quatuor, essentiellement des œuvres de ses contemporains, comme les opéras L'Attaque du moulin d'Alfred Bruneau, Jocelyn de Benjamin Godard, Le Mage de Jules Massenet, Frédégonde d'Ernest Guiraud et Camille Saint-Saëns, Hansel et Gretel d'Engelbert Humperdinck, et particulièrement des œuvres de César Franck : Psyché, Panis angelicus, Ave Maria, Offertoires, O salutaris, mais aussi Bastien et Bastienne de Mozart et la Symphonie des jouets attribuée à Léopold Mozart. Il y a aussi des transcriptions des symphonies d'Alexandre Borodine et de la symphonie Antar de Nikolaï Rimski-Korsakov, ainsi que du concerto pour piano no 4 d'Anton Rubinstein, et de la musique de scène de Xavier Leroux pour Les Perses.

### Traductions
Sandré a traduit et adapté plusieurs ouvrages de Johann Christian Lobe et Ernst Friedrich Richter, très connus en Allemagne et utilisés notamment au Conservatoire de Leipzig ; à leur parution dans les années 1880-1890, les versions de Sandré deviennent les ouvrages de référence au Conservatoire de Bruxelles, puis elles connaitront de nombreuses rééditions jusque dans les années 1920.
- Traité d'harmonie théorique et pratique, Leipzig et Bruxelles, Breitkopf & Härtel, 1890, et Exercices pour servir à l'étude de l'harmonie pratique, Leipzig et Bruxelles, Breitkopf & Härtel, 1890, traduction avec annotations de (de) Ernst Friedrich Richter, Lehrbuch der Harmonie, Leipzig, Breitkopf & Härtel, 1873, 188 p.
- Traité complet de contrepoint, Costallat, Paris, et Breitkopf & Härtel, Leipzig et Bruxelles, 1907, traduction de (de) Ernst Friedrich Richter, Lehrbuch des einfachen und doppelten Contrapunkts, Leipzig, Breitkopf & Härtel, 1875.
- Traité de fugue, précédé de l'étude des imitations et du canon, Leipzig, Breitkopf & Härtel, 1892, 193 p., traduction de (de) Ernst Friedrich Richter, Lehrbuch der Fuge, Leipzig, Breitkopf & Härtel, 1867, 190 p.
- Bréviaire du Musicien : Manuel général de musique, Costallat, Paris, et Breitkopf & Härtel, Leipzig et Bruxelles, 1886, 160 p., adaptation française de (de) Johann Christian Lobe, Katechismus in Musik, Leipzig, J.J. Weber, 1853, 144 p.
- Traité pratique de composition musicale, Leipzig et Bruxelles, Breitkopf & Härtel, 1889, 378 p., traduction de (de) Johann Christian Lobe et Hermann Kretzschmar (en), Lehrbuch der musikalischen Komposition, Leipzig, Breitkopf & Härtel, 1884, 5e éd.